# Критски јежолики миш
Критски јежолики миш или критски чекињасти миш (лат. Acomys minous) је врста глодара из породице мишева (Muridae). 

## Распрострањење
Ареал врсте је ограничен на једну државу, Грчку, где се налази као ендемска врста на острву Крит.

## Станиште
Станиште врсте су брдовити предели, до 1.000 метара надморске висине.

## Угроженост
Подаци о распрострањености ове врсте су недовољни.